# Boos (Baviera)
Boos è un comune tedesco di 1 965 abitanti, situato nel land della Baviera.